# Golyali, Khanapur
Golyali là một làng thuộc tehsil Khanapur, huyện Belgaum, bang Karnataka, Ấn Độ.